# 青叶站
青葉站（日语：／ Aoba eki */?）是北海道旅客鐵道室蘭本線的一個鐵路車站，位於苫小牧市，是JR民營化後不久才增設的通勤車站，由於位處市中心區附近，建有不少市營住宅，而多所高校亦設於車站附近，繁忙時段內車站月台均十分繁忙，但由於開站時已設定為簡易車站，因此一直都是無人車站。
本站以所地在「青葉町」而命名，也是北海道車站中少數沒有引用阿伊努語作為站名的車站。

## 車站結構

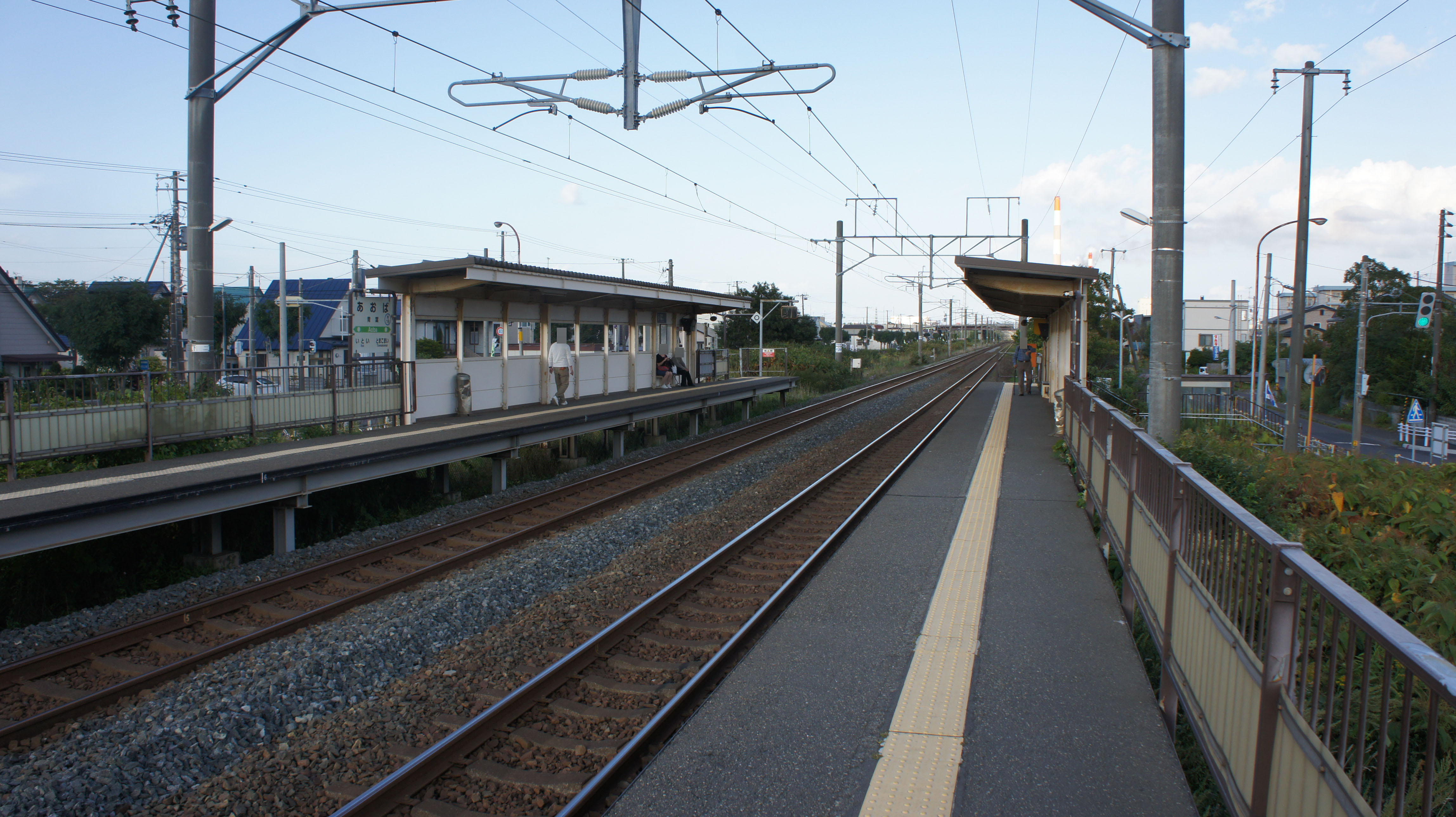
月台全景(2017年9月)

由於是簡易車站，並不設有正式的站房，只有在前往2號月台的樓梯入口通道間，加設了一個有蓋的小型的候車室，內設有1部簡易式自動售票機，至於1號月台，則在月台上裝設了乘車證明書發行機，而乘客亦可從列車上直接提取號碼車票。

### 月台配置
由於是在既設的路軌上加設月台，因此只能採用對稱式的側式月台，共有2個，有效長度為4輛。月台以角鐵及鋼片所搭建而成，並各自有專屬的入口，及由樓梯接駁回地面，現時兩側均未有裝設無障礙斜道；而由於車站附加早已建有行人地下隧道，所以月台間並沒有興建行人天橋連接。
大部份月台區域皆為露天，只有靠近月台出入口約1節車廂長度的位置是加裝了上蓋及圍板。
| 月台 | 路線       | 方向 | 目的地                       |
| ---- | ---------- | ---- | ---------------------------- |
| 1    | ■ 室蘭本線 | 上行 | 糸井、萩野、東室蘭、室蘭方向 |
| 2    | ■ 室蘭本線 | 下行 | 苫小牧、追分、札幌方向       |

## 歷史
- 1988年11月3日：開業[1]。

## 相鄰車站
北海道旅客鐵道（JR北海道）
■ 室蘭本線
■特急「北斗」、「鈴蘭」
通過
■普通
糸井（H20）－青葉（H19）－苫小牧（H18）

## 外部連結
- JR北海道青葉站網頁。 （页面存档备份，存于）（日語）